# 17. siječnja
17. siječnja (17. 1.) 17. je dan godine po gregorijanskom kalendaru.
Do kraja godine ima još 348 dana (349 u prijestupnoj godini).

## Događaji
- 395. –  Konačna podjela Rimskog Carstva nakon smrti Teodizija I.
- 1377. – Grgur XI., vratio prijestolnicu iz Avignona u Rim
- 1422. – prvi pisani spomen grada Metkovića
- 1773. – James Cook, kao prvi Europljanih, prešao je antarktički krug.
- 1929. – Slavni mornar Popaj ugledao je svjetlo dana u stripu Thimble thetare.
- 1945. – Drugi svjetski rat: Ulaskom sovjetskih trupa u grad započelo oslobođenje Varšave.
- 1960. – Cliff Richard i The Shadows nastupaju na ATV-ovu Sunday Night at the London Palladium koji je gledalo oko dvadeset milijuna ljudi.
- 1991. – Počela je operacija Pustinjska lisica; američki napad na Irak.
- 1992. – Hrvatski veslački savez primljen je u Međunarodnu veslačku federaciju. Veslanje je prvi sport u neovisnoj Hrvatskoj koji je primljen u odgovarajuću međunarodnu organizaciju.
- 1992. – Međunarodno je priznat Hrvatski olimpijski odbor.
- 1995. – Katastrofalni je potres pogodio japanski grad Kobe. Poginulo je više od 6.000 ljudi, a šteta je procijenjena na 95 milijardi američkih dolara.

| - 1342. – Filip II., vojvoda od Burgundije, francuski plemić (+ 1404.) - 1429. – Antonio del Pollaiolo, talijanski umjetnik (+ 1498.) - 1463. – Antoine Duprat, francuski kardinal i političar (+ 1535.) - 1504. – Pio V., papa (+ 1572.) - 1517. – Henry Grey, vojvoda od Suffolka i markiz od Dorseta, plemić i otac kraljice Jane Grey (+ 1554.) - 1600. – Pedro Calderón de la Barca, španjolski književnik († 1681.) - 1612. – Thomas Fairfax, general i političar, jedan od vođa tijekom Engleskog građanskog rata (+ 1617.) - 1706. – Benjamin Franklin, američki državnik, filozof i znanstvenik († 1790.) - 1820. – Anne Brontë, engleska književnica, autorica djela Stanarka napuštene kuće († 1849.) - 1843. – Bude Budisavljević, hrvatski književnik i jezikoslovac, pripadnik riječke filološke škole († 1919.) - 1860. – Douglas Hyde, političar i 1. predsjednik Irske (+ 1949.) - 1863. – David Lloyd George, britanski političar i premijer († 1945.) - 1880. - Mack Sennett, kanadsko-američki filmski glumac, producent i redatelj († 1960.) - 1899. – Al Capone, američki kriminalac i mafijaš († 1947.) - 1917. – Ratko Kacian, hrvatski nogometaš († 1949.) - 1922. – Betty White, američka glumica († 2021.) - 1927. – Eartha Kitt, američka glumica, pjevačica te zvijezda kabareta († 2008.) - 1931. – James Earl Jones, američki glumac († 2024.) - 1940. – Kipchoge Keino, kenijski atletičar - 1942. – Muhammad Ali, američki boksač († 2016.) - 1949. – Andy Kaufman, američki komičar († 1984.) - 1956. – Paul Young, engleski glazbenik - 1957. – Susanna Hoffs, američka glazbenica - Steve Harvey, američki voditelj i komičar - 1960. – John Crawford, američki glazbenik - 1962. – Jim Carrey, kanadski glumac i komičar - 1963. – Kai Hansen, njemački gitarist i pjevač - 1964. – Michelle Obama, prva dama SAD-a - 1969. – Tiësto, nizozemski glazbenik i producent - 1971. – Kid Rock, američki glazbenik - 1977. – Mladen Bojinović, srpski rukometaš - 1980. – Zooey Deschanel, američka glumica i pjevačica - 1982. – Dwyane Wade, američki košarkaš - 1987. – Oleksandr Usik, ukrajinski boksač | - 356. – Sveti Antun Pustinjak (* oko 251.) - 395. – Teodozije I. Veliki, rimski car (* 347.) - 1468. – Skenderbeg, albanski plemić, vojni zapovjenik i nacionalni junak (* 1405.) - 1598. – Fjodor I.,ruski car (* 1557.) - 1617. – Faust Vrančić, izumitelj padobrana (* 1551.) - 1678. – Boltižar Milovec, hrvatski pisac i isusovac (* 1612.) - 1751. – Tomaso Albinoni, talijanski skladatelj (* 1671.) - 1893. – Rutherford B. Hayes, američki političar i predsjednik (* 1822.) - 1908. – Ferdinand IV., veliki vojvoda Toskane (* 1835.) - 1918. – Edmund Gutmann, hrvatski industrijalac židovskog porijekla (* 1841.) - 1961. – Patrice Lumumba, 1. premijer DR Konga (* 1925.) - 1991. – Olaf V., norveški kralj (* 1903.) - 2002. – Camilo José Cela, španjolski pisac i dobitnik Nobelove nagrade za književnost (* 1916.) - 2008. – Robert "Bobby" Fischer, američki šahist (* 1943.) - 2020. – Norma Michaels, američka glumica (* 1924/1925) |

## Blagdani i spomendani
- Dan grada Garešnice
- Antun opat

## Imendani
- Vojmil

## Vanjske poveznice
|  | Zajednički poslužitelj ima još gradiva o temi 17. siječnja |